# Live in Japan (álbum de George Harrison)
Live in Japan é um álbum duplo, ao vivo, do músico inglês George Harrison, lançado em 1992 pela Dark Horse. Creditado ao "George Harrison com Eric Clapton & Banda", foi o segundo DVD da carreira de Harrison, após o álbum vencedor do Grammy, Concerto para Bangladesh, cujo lançamento foi em 1971. A filmagem do DVD ocorreu no Japão entre os dias 1 e 17 de dezembro de 1991, e contém uma seleção com os maiores sucessos de Harrison como artista solo e de algumas das suas mais conhecidas canções gravadas pelos Beatles. Além da edição remasterizada do álbum All Things Must Pass, lançado em 2001, com faixas bônus que anteriormente não estavam disponíveis, Live in Japan foi o último trabalho de Harrison antes de sua morte, em novembro do mesmo ano.
| Críticas profissionais | Críticas profissionais |
| Avaliações da crítica  | Avaliações da crítica  |
| Fonte                  | Avaliação              |
| ---------------------- | ---------------------- |
| AllMusic               | [ 1 ]                  |
| Billboard              | "Holofote"             |
| Entertainment Weekly   | D                      |
| Los Angeles Times      | [ 4 ]                  |
| The Music Box          | [ 5 ]                  |
| MusicHound             | [ 6 ]                  |
| Q                      | [ 7 ]                  |
| Rolling Stone          | [ 8 ]                  |
| Uncut                  | [ 9 ]                  |

## Faixas
Todas as músicas foram compostas por George Harrison, exceto quando indicadas.
Disco um
1. "I Want to Tell You" – 4:33
2. "Old Brown Shoe" – 3:51
3. "Taxman" – 4:16
4. "Give Me Love (Give Me Peace on Earth)" – 3:37
5. "If I Needed Someone" – 3:50
6. "Something" – 5:21
7. "What Is Life" – 4:47
8. "Dark Horse" – 4:20
9. "Piggies" – 2:56
10. "Got My Mind Set on You" (Rudy Clark) – 4:56

Disco dois
1. "Cloud 9" – 4:23
2. "Here Comes the Sun" – 3:31
3. "My Sweet Lord" – 5:42
4. "All Those Years Ago" – 4:26
5. "Cheer Down" (Harrison, Tom Petty) – 3:53
6. "Devil's Radio" – 4:25
7. "Isn't It a Pity" – 6:33
8. "While My Guitar Gently Weeps" – 7:09
9. "Roll Over Beethoven" (Chuck Berry) – 4:45